# Ulrika Nulty
Maria Ulrika Margareta Nulty, född Östman 9 september 1974 i Sollefteå, Västernorrlands län, är svensk journalist och TV-producent och upphovsman till barnprogrammet Myror i brallan med bland annat inslaget Gissa bajset, till vilket hon 1999 rekryterade programledaren Ola Lindholm och 2000 Jonas Leksell.
Hon har även producerat TV-programmen Tigermuren, Selma Lagerlöf, Fläsk och Det känns som fredag för SVT och skrivit manus och producerat dramaserien Dream Team på SVT tillsammans med Tarik Saleh. Ulrika Nulty är anställd på UR där hon har producerat programmen Osynliga sår och Rasismens historia. 
Nulty är författare till boken Myror i brallan.
2009-2010 producerade Ulrika Nulty religionsprogrammet Åh, Herregud med Jonas Gardell för SVT.
2022 producerade hon dokumentärserien i två delar om Selma Lagerlöf tillsammans med Kristina Lindström. Selma Lagerlöf nominerades som årets dokumentärprogram till Kristallen 2023.